# Relações indo-romanas

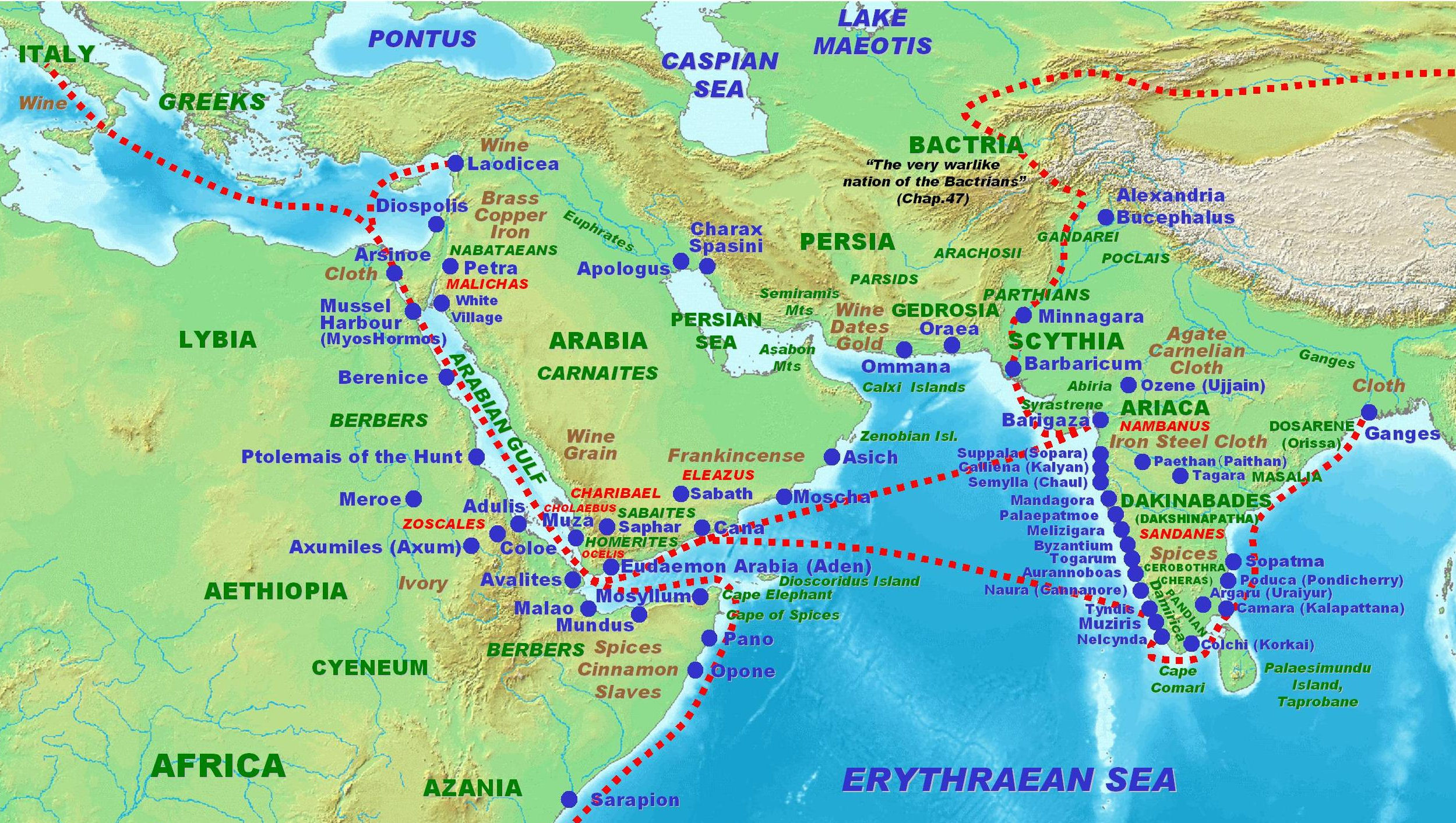
Comércio romano no subcontinente de acordo com o Periplus Maris Erythraei século I CE

As relações indo-romanas começaram durante o reinado de Augusto (23 de setembro de 63 a.C - 19 de agosto de 14 d.C), o primeiro imperador do Império Romano. A presença de romanos no subcontinente indiano e as relações entre essas regiões durante o período do Império são pouco documentadas. Antes das conquistas de Alexandre, o Grande na Índia, não há relatos de sobreviventes contemporâneos ou quase-contemporâneos, de modo que a compreensão moderna depende de evidências literárias, numismáticas e arqueológicas mais abundantes, principalmente relacionadas ao comércio entre elas.
As relações comerciais indo-romanas se davam através das rotas de caravanas terrestres via Ásia Menor e Oriente Médio, embora em um gotejamento relativo comparado a tempos posteriores, antecipou a rota de comércio sulista via Mar Vermelho e monções que começaram ao redor do começo da Era Comum (CE) seguindo o reinado de Augusto e sua conquista do Egito Ptolomaico em 30 a.C.
A rota do sul ajudou tanto a reforçar o comércio entre o antigo Império Romano e o subcontinente indiano, que os políticos e historiadores romanos declararam a troca de prata e ouro por seda para mimar esposas romanas, enquanto a rota do sul eclipsou e depois foi totalmente suplantada pela rota comercial terrestre.
Comerciantes romanos e gregos frequentavam o antigo país tâmil, atualmente o sul da Índia e o Sri Lanka, assegurando o comércio com os Estados tamilistas das dinastias Pandia, Chola e Chera e estabelecendo acordos comerciais que garantiam relações comerciais com o subcontinente indiano pelo mundo greco-romano desde a época da dinastia ptolomaica, algumas décadas antes do início da Era Comum, sendo que permaneceu muito depois da queda do Império Romano do Ocidente. Conforme registrado por Estrabão, o imperador Augusto de Roma recebeu em Antioquia um embaixador de um rei do sul da Índia chamado Pandyan de Dramira. O país dos Pandyas, Pandi Mandala, foi descrito como Pandyan Mediterranea no Périplo e no Modura Regia Pandyan por Ptolomeu. Eles também superaram a perda dos portos do Egito e do Mar Vermelho do controle do Império Bizantino (c. 639-645 d.C) sob a pressão das conquistas muçulmanas. Algum tempo depois da separação das comunicações entre Axum e o Império Romano do Oriente no século VII, o reino cristão de Axum caiu em um lento declínio, desaparecendo na obscuridade das fontes ocidentais. Sobreviveu, apesar da pressão das forças islâmicas, até o século XI, quando foi reconfigurado em uma disputa dinástica. As comunicações foram restabelecidas depois que as forças muçulmanas recuaram.